# Mount Hope (Virginia Occidental)
Mount Hope es una ciudad ubicada en el condado de Fayette en el estado estadounidense de Virginia Occidental. En el Censo de 2010 tenía una población de 1414 habitantes y una densidad poblacional de 411,42 personas por km².

## Geografía
Mount Hope se encuentra ubicada en las coordenadas 37°53′30″N 81°9′44″O / 37.89167, -81.16222. Según la Oficina del Censo de los Estados Unidos, Mount Hope tiene una superficie total de 3.44 km², de la cual 3.43 km² corresponden a tierra firme y (0.08%) 0 km² es agua.

## Demografía
Según el censo de 2010, había 1414 personas residiendo en Mount Hope. La densidad de población era de 411,42 hab./km². De los 1414 habitantes, Mount Hope estaba compuesto por el 77.02% blancos, el 18.03% eran afroamericanos, el 0.5% eran amerindios, el 0.42% eran asiáticos, el 0% eran isleños del Pacífico, el 0.35% eran de otras razas y el 3.68% pertenecían a dos o más razas. Del total de la población el 1.63% eran hispanos o latinos de cualquier raza.